# Guillermo Morán
Guillermo José Morán Reyes (San Salvador, 12 febbraio 1979) è un ex calciatore salvadoregno, di ruolo centrocampista.

## Caratteristiche tecniche
Mediano, poteva essere impiegato anche come ala.

## Carriera

### Club
Ha cominciato a giocare nel Pasaquina. Nel 1999 è passato all'Atlético Marte. Nel 2001 è stato acquistato dal Luis Ángel Firpo. Nel 2008 ha firmato un contratto con il Nejapa. Nel gennaio 2010 si è trasferito all'Alianza.

### Nazionale
Ha debuttato in Nazionale il 29 giugno 2003, nell'amichevole Honduras-El Salvador (1-1), subentrando a Santos Cabrera all'inizio del secondo tempo. Ha partecipato, con la Nazionale, alla CONCACAF Gold Cup 2003. Ha collezionato in totale, con la maglia della Nazionale, 8 presenze.